# Malta op het Eurovisiesongfestival 2003
Malta nam deel aan het Eurovisiesongfestival 2003 in Riga (Letland). Het was de zestiende deelname van het land op het Eurovisiesongfestival. Public Broadcasting Services (PBS) was verantwoordelijk voor de Maltese bijdrage voor de editie van 2003.

## Selectieprocedure
Er werd gekozen om een nationale finale te organiseren.
In totaal deden er 16 artiesten mee aan deze finale en de winnaar werd gekozen door een jury van experts en televoting.

| Volgorde | Artiest                                        | Lied                      | Punten | Plaats |
| -------- | ---------------------------------------------- | ------------------------- | ------ | ------ |
| 1        | The Mics                                       | "Take me back again"      | 66     | 14     |
| 2        | Olivia Lewis feat. IQ’s Verse-One              | "Starting over"           | 107    | 6      |
| 3        | Lawrence Gray                                  | "Why not"                 | 147    | 2      |
| 4        | Marisa D'Amato                                 | "Survive (to stay alive)" | 56     | 15     |
| 5        | Andreana & Karl                                | "Angels"                  | 72     | 11     |
| 6        | Eleonor Cassar                                 | "Someday you will see"    | 92     | 7      |
| 7        | Gunther Chetcuti                               | "Light of my life"        | 125    | 3      |
| 8        | Eleonor Cassar                                 | "Tell me why"             | 79     | 9      |
| 9        | Rosman Pace                                    | "Love will shine forever" | 83     | 8      |
| 10       | Konrad Pule                                    | "Everywhere you go"       | 37     | 16     |
| 11       | Lynn Chircop                                   | "To dream again"          | 150    | 1      |
| 12       | Natasha & Charlene                             | "Superstitious"           | 108    | 5      |
| 13       | Paul Giordimaina, Andrew Zammit & Godwin Lucas | "My song"                 | 79     | 9      |
| 14       | Julie Zahra & Ludwig Galea                     | "My number one"           | 120    | 4      |
| 15       | Karen Polidano                                 | "One touch"               | 70     | 12     |
| 16       | Lawrence Gray                                  | "And the music"           | 69     | 13     |

## In Riga
In Letland moest Malta optreden als 5de, net na Turkije en voor Bosnië-Herzegovina. Op het einde van de puntentelling bleken ze op een vijfentwintigste plaats te zijn geëindigd met 4 punten. 
Nederland en België hadden geen punten over voor deze inzending.

### Gekregen punten

#### Finale
| 12 punten | 10 punten | 8 punten  | 7 punten | 6 punten   |
| --------- | --------- | --------- | -------- | ---------- |
|           |           |           |          |            |
| 5 punten  | 4 punten  | 3 punten  | 2 punten | 1 punt     |
|           |           | - Ierland |          | - Portugal |

### Punten gegeven door Malta

#### Finale
Punten gegeven in de finale:
| 12 punten | IJsland   |
| 10 punten | Polen     |
| 8 punten  | Zweden    |
| 7 punten  | Nederland |
| 6 punten  | Noorwegen |
| 5 punten  | Ierland   |
| 4 punten  | Turkije   |
| 3 punten  | Duitsland |
| 2 punten  | Cyprus    |
| 1 punt    | Rusland   |